# Ičići

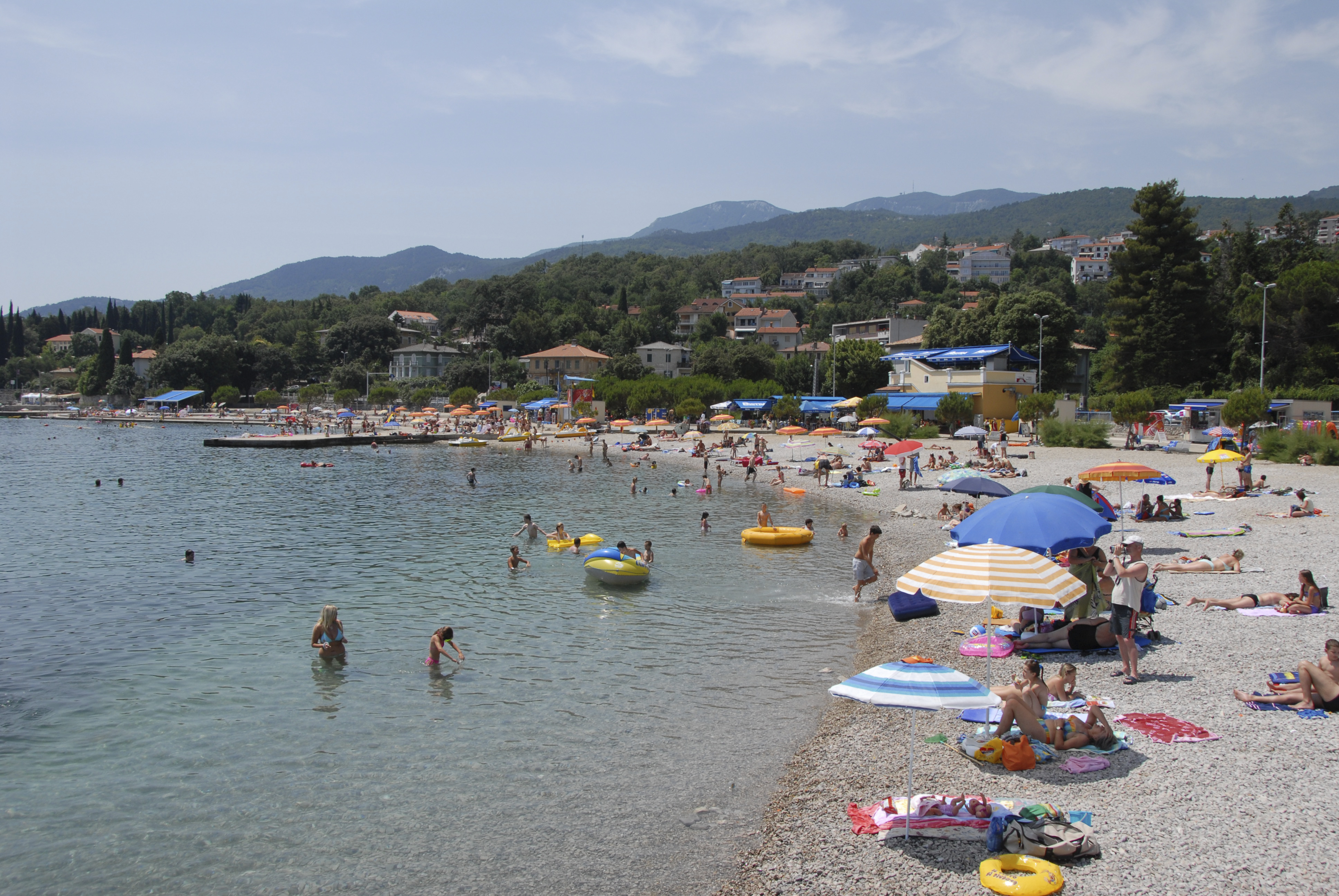
Pláž v Ičići

Ičići (italsky Icici) je vesnice a přímořské letovisko v Chorvatsku v Přímořsko-gorskokotarské župě, spadající pod opčinu města Opatija. Nachází se asi 3 km jihozápadně od Opatije. V roce 2011 zde žilo celkem 866 obyvatel.
Dopravu ve vesnici zajišťuje silnice D66. Sousedními letovisky jsou Ika a Opatija.